# Дети, танцующие на вечеринке
«Дети, танцующие на вечеринке» (англ. Children Dancing at a Party) — картина, созданная американским художником и иллюстратором Норманом Роквеллом. Эту картину также называют «Мальчик, наступивший девочке на ногу» (англ. Boy Stepping on Girl’s Toe) и «Прости меня» (англ. Pardon Me).
Была использована в качестве обложки для выпуска The Saturday Evening Post от 26 января 1918 года. Это 11-я из 322 обложек, созданных Норманом Роквеллом для этого журнала за 47 лет с 1916 по 1963 год. Оригинальная картина, написанная маслом на холсте размером 58 на 48 сантиметров, находится в коллекции Национального музея американской иллюстрации.

## Описание картины
На картине изображен мальчик, который попал в смешную и неловкую ситуацию, случайно наступив девочке на ногу во время танца. Девушка держит ногу на весу, обиженно глядя на мальчика и как бы спрашивая: «Зачем ты это сделал?». Мальчик пытается извиниться, протягивая руки ладонями вверх в сторону девочки. Его красные щёки подчёркивают неловкость ситуации. Вторая танцующая пара на заднем плане забавляется разворачивающейся перед ними сценкой. Дети одеты формально и торжественно.

## Оценки картины
Картина относится к раннему периоду творчества художника, когда он уже активно сотрудничал с The Saturday Evening Post, но ещё не определял лицо журнала своими иллюстрациями. Иллюстрации Роквелла в это время иногда отклоняли из The Saturday Evening Post, после чего их охотно принимали другие журналы. Под девятью обложками 1917—1919 годов (в том числе «Детьми, танцующими на вечеринке») в книге Гуптилла «Норман Роквелл — иллюстратор» приведены слова художника: «Я чувствую себя как старый хрен с горы, когда я думаю о том, что рисовал обложки журналов во время двух мировых войн». Нескладный американский мальчик, часто попадающий в неловкое положение, постепенно занимает значительное место в творчестве художника (смотри статью Купаться запрещено (картина)).
Кристофер Финч обсуждает картину в связи с изображением американского детства на ранних картинах Нормана Роквелла. На первых 24 обложках The Saturday Evening Post с мая 1916 по 1919 год только на четырёх не присутствует хотя бы один ребёнок или подросток, что свидетельствует об интересе и журнала, и самого художника к теме подрастающего поколения американцев. При этом «Дети, танцующие на вечеринке» приводятся как редкий пример картины, на которой одновременно изображены мальчики и девочки. Девочки при этом выглядят заметно взрослее мальчиков, так что мальчики гораздо свободнее и легче общаются с собаками, чем с ними.

## Внешние ссылки
- "Children Dancing at a Party (Pardon Me)" (1918, oil on canvas) is from Steven Spielberg's collection. Дата обращения: 9 декабря 2021. Архивировано 23 марта 2018 года.
- Norman Rockwell's "Telling Stories" of America at the Smithsonian. Дата обращения: 24 ноября 2018. Архивировано из оригинала 22 марта 2018 года.